# سليم بن الحارث
سليم بن الحارث بن ثعلبة بن كعب بن عبد الأشهل الخزرجي الأنصاري صحابي جليل من قبيلة الخزرج من الأنصار شهد مع النبي محمد ﷺ غزوة بدر وغزوة أحد وقُتِل فيها شهيداً.